# Sphenomorphus diwata
Espèce
Statut de conservation UICN

 DD  : Données insuffisantes
Sphenomorphus diwata est une espèce de sauriens de la famille des Scincidae.

## Répartition

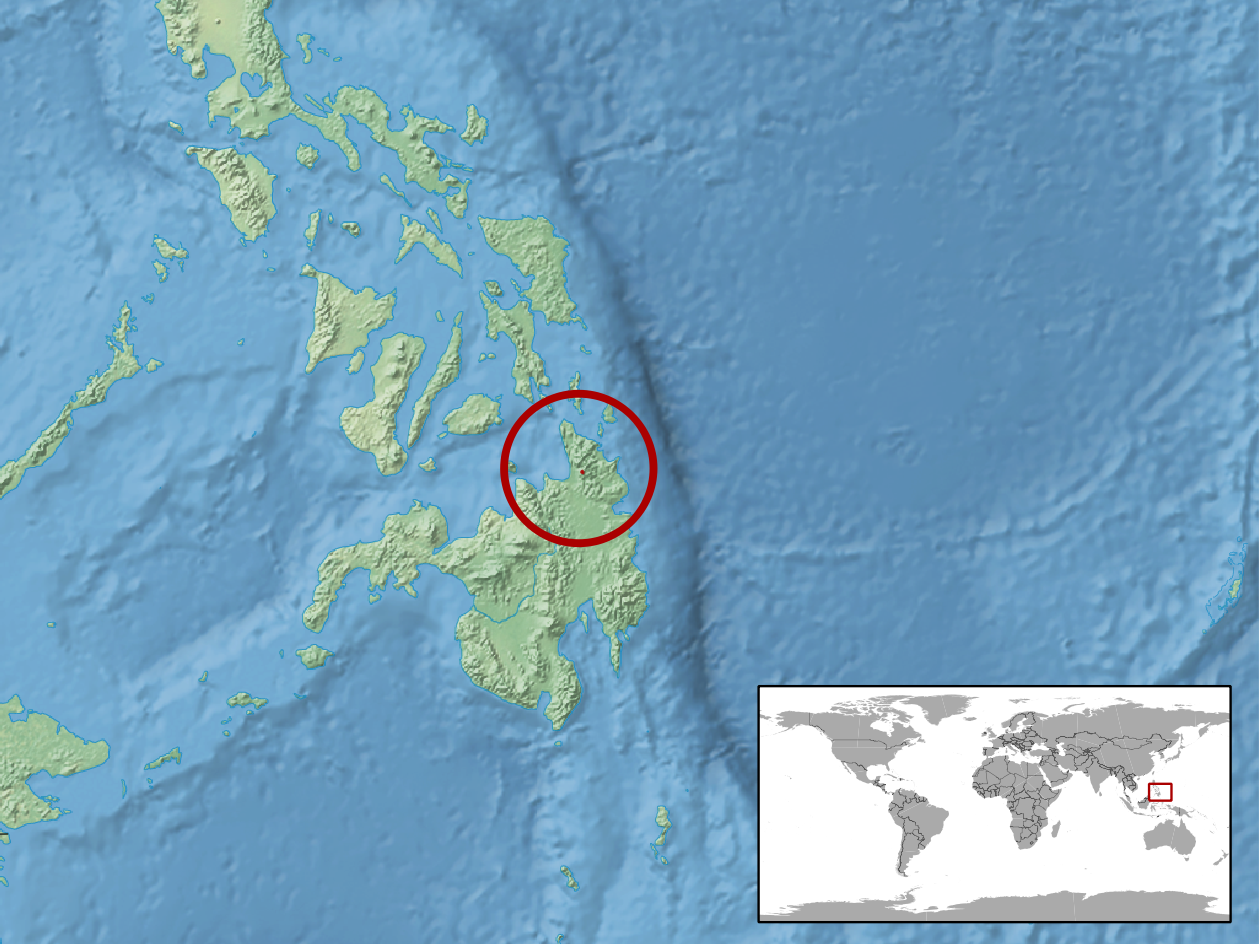
Répartition de l'espèce.

Cette espèce est endémique du Nord de Mindanao aux Philippines.

## Étymologie
Cette espèce est nommée en référence au lieu de sa découverte : les monts Diuata.

## Publication originale
- Brown & Rabor, 1967 : A new spehenomorphid lizard (Scincidae) from the Philippine islands. Proceedings of the Biological Society of Washington, vol. 80, p. 69-72 (texte intégral).